# Kanton Saint-Herblain-1
Der Kanton Saint-Herblain-1 (bretonisch Kanton Sant-Ervlan-1) ist seit 2015 ein französischer Wahlkreis im Arrondissement Nantes, im Département Loire-Atlantique und in der Region Pays de la Loire; sein Hauptort ist Saint-Herblain.

## Geschichte
Der Kanton entstand bei der Neueinteilung der französischen Kantone im Jahr 2015. Die Gemeinden gehörten früher zu den Kantonen Orvault (Sautron), Saint-Étienne-de-Montluc (Couëron) und Saint-Herblain-Ouest-Indre (Indre und Teile der Stadt Saint-Herblain).

## Lage
Der Kanton liegt in der Südhälfte des Départements Loire-Atlantique nördlich der Loire und westlich von Nantes.

## Gemeinden
Der Kanton Saint-Herblain-1 umfasst 3 Gemeinden und Teile der Stadt Saint-Herblain: die Quartiere Bergerie, Le Bourg, Marcel Paul, Pelousière, Sillon de Bretagne, Solvardière und Zénith
| Gemeinde                | Gallo            | Bretonisch    | Einwohner (2022) | Fläche (km²) | Code postal | Code Insee |
| ----------------------- | ---------------- | ------------- | ---------------- | ------------ | ----------- | ---------- |
| Couëron                 | Coéron           | Koeron        | 23.541           | 44,03        | 44220       | 44047      |
| Indre                   | Aendr            | Antr          | 4.172            | 4,72         | 44610       | 44074      |
| Saint-Herblain          | Saent-Èrbelaen   | Sant-Ervlan   | 25.816           | 21,67        | 44800       | 44162      |
| Sautron                 | Sautron          | Saotron       | 8.534            | 17,28        | 44880       | 44194      |
| Kanton Saint-Herblain-1 | Saent-Èrbelaen-1 | Sant-Ervlan-1 | 62.063           | 87,70        | -           | 4424       |

1. ↑  Nur der nordwestliche Teil der Gemeinde, der Rest gehört zum Kanton Saint-Herblain-2.

## Politik
Im 1. Wahlgang am 22. März 2015 erreichte keines der sechs Wahlpaare die absolute Mehrheit. Bei der Stichwahl am 29. März 2015 gewann das Gespann Hervé Corouge/Carole Grelaud (beide PS) gegen Jeannick Cavalin/Luc Mincheneau (beide Union de la Droite) mit einem Stimmenanteil von 58,22 % (Wahlbeteiligung:47,03 %).
| Vertreter im conseil général des Départements | Vertreter im conseil général des Départements | Vertreter im conseil général des Départements |
| Amtszeit                                      | Name                                          | Partei                                        |
| --------------------------------------------- | --------------------------------------------- | --------------------------------------------- |
| 2015–2021                                     | Hervé Corouge Carole Grelaud                  | PS                                            |
| 2021–                                         | Hervé Corouge Carole Grelaud                  | PS                                            |